# Noordrijns voetbalkampioenschap 1908/09
In 1908/09 werd het zevende Noordrijns voetbalkampioenschap gespeeld, dat georganiseerd werd door de West-Duitse voetbalbond. 
FC München-Gladbach werd kampioen en plaatste zich voor de West-Duitse eindronde. De club versloeg BV Solingen 98 en Bonner FV 01 en stond in de finale tegenover SC Preußen Duisburg dat zich na verlengingen gewonnen moest geven. Hierdoor plaatste de club zich voor de eindronde om de landstitel, waar ze een 5:0 moesten slikken tegen FC Phönix Karlsruhe.

## A-Klasse
| Plaats | Club                     | Wed. | W | G | V | Saldo | Ptn. |
| ------ | ------------------------ | ---- | - | - | - | ----- | ---- |
| 1.     | FC 1894 München-Gladbach | 8    | 7 | 0 | 1 | 33:8  | 14:2 |
| 2.     | Düsseldorfer SV 04       | 8    | 6 | 0 | 2 | 24:13 | 12:4 |
| 3.     | Düsseldorfer FC 1899     | 8    | 4 | 0 | 3 | 16:21 | 9:7  |
| 4.     | Crefelder FC 1895        | 8    | 1 | 1 | 6 | 22:29 | 3:13 |
| 5.     | FC Union 05 Düsseldorf   | 8    | 1 | 0 | 7 | 10:34 | 2:14 |

|  | Kampioen, geplaatst voor Zehnerliga 1909/10 |
|  | Geplaatst voor Zehnerliga 1909/10           |
|  | Degradatie                                  |

## B-Klasse

### Groep Noord
| Plaats | Club                      | Wed. | W | G | V | Saldo | Ptn.  |
| ------ | ------------------------- | ---- | - | - | - | ----- | ----- |
| 1.     | FC Cleve 1906             | 8    |   |   |   | 38:18 | 13:03 |
| 2.     | VfB 1903 Cleve            | 8    |   |   |   | 30:18 | 11:05 |
| 3.     | FC Preußen 1904 Crefeld   | 8    |   |   |   | 20:23 | 10:06 |
| 4.     | SpV Crefeld               | 8    |   |   |   | 13:23 | 04:12 |
| 5.     | FC Rhenannia 1904 Crefeld | 8    |   |   |   | 11:30 | 02:14 |

|  | Geplaatst voor finale |

### Groep Zuid
| Plaats | Club                            | Wed. | W | G | V | Saldo | Ptn.  |
| ------ | ------------------------------- | ---- | - | - | - | ----- | ----- |
| 1.     | FC Borussia München-Gladbach    | 6    | 4 | 1 | 1 | 10:07 | 09:03 |
| 2.     | FC Viktoria 05 München-Gladbach | 6    |   |   |   | 19:09 | 08:04 |
| 3.     | FC Eintracht München-Gladbach   | 6    |   |   |   | 05:05 | 04:08 |
| 4.     | FC Borussia 1906 Düsseldorf     | 6    |   |   |   | 04:17 | 03:09 |
| 5.     | FC Britannia 1902 Düsseldorf    | 0    |   |   |   | 00    | 00:00 |

### Finale
De kampioen promoveerde voor het eerst.
| Team 1                       | Uitslag       | Team 2        |
| ---------------------------- | ------------- | ------------- |
| FC Borussia München-Gladbach | 5:1, 3:4, 4:1 | FC Cleve 1906 |